# Harpo

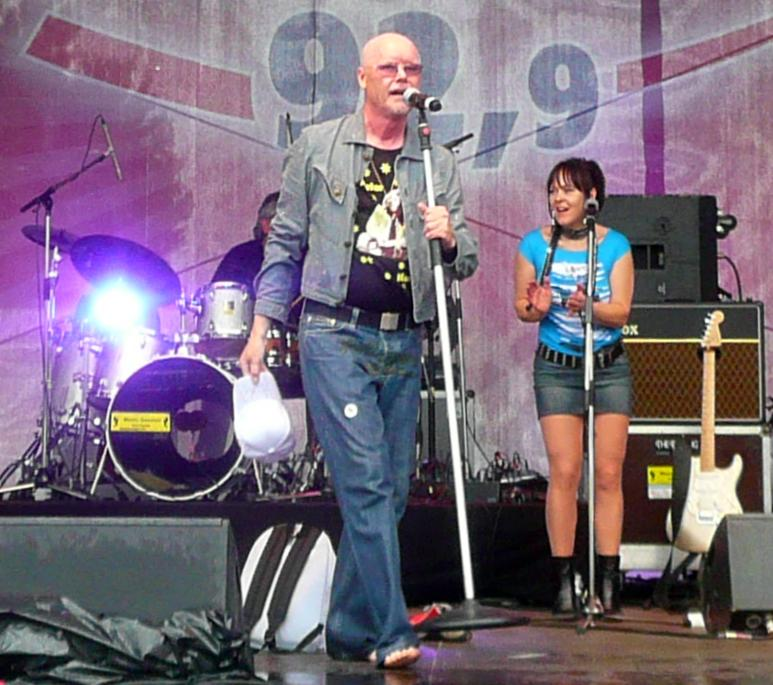

Harpo, pseudoniem van Jan Torsten Svensson (Stockholm, 5 april 1950), is een Zweeds zanger.

## Loopbaan
Begin jaren zeventig begint hij met muziek maken. Svensson gebruikt het pseudoniem Harpo en brengt onder die naam het nummer Moviestar uit, dat in 1975 de 3e plaats bereikt in de Nationale Hitparade. Het nummer gaat over iemand die denkt een heel grote ster te zijn, maar in werkelijkheid alleen maar geacteerd heeft in een tv-reclamespotje. De achtergrondzangeres in dit nummer is Anni-Frid Lyngstad, op dat moment al bekend van ABBA. Horoscope komt niet verder dan nummer 21 in de Nationale Tip 30. Svensson zal het succes van Moviestar nooit meer zelfs maar benaderen, reden waarom hij vaak als een eendagsvlieg wordt beschouwd, ook al blijft hij tot na 2000 optreden. In 2005 bracht hij nog een nieuw, Zweedstalig, album uit.
Later legt Svennson zich toe op het fokken van paarden. Dit gaat hem goed af en hij wordt erg succesvol in dit vak. Tijdens het uitoefenen van zijn vak krijgt hij een ernstig ongeluk in 1980 als een van zijn paarden hem meerdere malen in het gezicht trapt. Door dit ongeluk verliest hij zijn reukvermogen en het zicht in een van zijn ogen.

## Discografie

### Singles
- "Honolulu" (1973)
- "Sayonara" (1973)
- "My Teenage Queen" (1974)
- "Baby Boomerang" (1974)
- "Rock 'n' Roll Maskin" (1975)
- "Moviestar" (Engelse versie) (1975)
- "Moviestar" (Zweedse versie) (1975)
- "Motorcycle Mama" (1975)
- "Beautiful Christmas" (1975)
- "Horoscope" (1976)
- "Rock 'n' Roll Clown" (1976)
- "Dandy" (1977)
- "In The Zum-Zum-Zummernight" (Engelse versie) (1977)
- "Som ett zom-zom-zommarbi" (Zweedse versie) (1977)
- "Television" (1977)
- "San Franciscan Nights" (1977)
- "With A Girl Like You" (1978)
- "Djungel-Jim" (1978)
- "Bianca" (1978)
- "Hjälp mig Rune" (1979)
- "Johanssons boogie woogie vals" (1979)
- "She Loves It Too" (1980)
- "Yes I Do" (1981)
- "Records And Tapes" (1981)
- "Rain And Thunder" (1982)
- "Light A Candle" (1983)
- "Summer Of '85" (1985)
- "På andra sidan Atlanten" (1986)
- "Living Legends" (1987)
- "Tear Gas" (1987)
- "Movie Star '90" (Nieuwe versie met bijgewerkte tekst) (1990)
- "Down At The Club" (1991)
- "Lycka" (duet with Ted Gärdestad) (1992)
- "Sounds Like Love" (1994)
- "Christmas" (1997)
- "Sayonara" (remix) (1999)
- "Honolulu" (2000)
- "Love Is Just A Game" (2001) (unreleased)
- "Här är ängarna" (2005)

### Albums
- Leo The Leopard (1974)
- Harpo & Bananaband (1975)
- Movie Star (1976)
- Smile (1976)
- The Hollywood Tapes (1977)
- Jan Banan och hans flygande matta (1978)
- Råck änd råll rätt å slätt (1979) (credits: Jan Harpo Svensson)
- The Fool Of Yesterday (Will Be The Fool Of Tomorrow) (1981)
- Let's Get Romantic (1984)
- Harpo (1988)
- Hemliga låden (1990) (credits: Harpo Show)
- Harpo (1992)
- Jan Harpo Svensson 05 (2005) (credits: Jan Harpo Svensson)

### Compilatie-albums
- Harpo Hits (1977)
- 20 Bästa (1980)
- Portrait of Harpo (1991)
- Movie Star Greatest Hits (1993)
- Samlade Hits (1995)
- Movie Star (1996)
- Harpo Hits! (1997)
- Premium Gold Collection (1999)
- Movie Star: The HitStory of Harpo (1999)
- The Collection (2001)
- Klassiker (2003)

### NPO Radio 2 Top 2000
| Nummer met noteringen in de NPO Radio 2 Top 2000 | '99  | '00  | '01  | '02  | '03  | '04  |
| ------------------------------------------------ | ---- | ---- | ---- | ---- | ---- | ---- |
| Moviestar                                        | 1707 | 1182 | 1457 | 1876 | 1737 | 1867 |

1. ↑  Een vetgedrukt getal geeft de hoogste notering aan.
2. ↑  Deze tabel is bijgewerkt tot en met de meest recente editie (2024).